# Entreposto
Entreposto — португальский автопроизводитель, продававший автомобили под маркой Sado.

## Описание
Компания Entreposto из Лиссабона являлась импортёром японской компании Nissan. Производство автомобилей началось в 1982 году и закончилось в 1986 году. Всего было выпущено около 500 автомобилей.

## Модельный ряд
В 1975 году началась разработка городского автомобиля Sado 550. Автомобиль оснащался двухцилиндровым четырёхтактным двигателем объёмом 547 см3, мощностью 28 л. с., поставлявшимся компанией Daihatsu. В настоящее время модель можно увидеть в Музее транспорта и коммуникаций (порт. Museu do Caramulo) в Порту.